# Expedição 56
Expedição 56 foi a 56ª expedição à Estação Espacial Internacional, realizada entre 3 de junho e 4 de outubro de 2018. Ela teve participação de seis astronautas, três norte-americanos, dois russos e um alemão. Teve início com a desacoplagem da nave Soyuz MS-07 levando de volta três integrantes da expedição anterior. Em 8 de junho, com a chegada da Soyuz MS-09, a tripulação total foi completada. Foi encerrada 122 dias depois de iniciada, com a desacoplagem da Soyuz MS-08.

## Tripulação
| Posição             | Primeira parte (Junho de 2018) | Segunda parte (Junho até outubro de 2018) |
| ------------------- | ------------------------------ | ----------------------------------------- |
| Comandante          | Andrew Feustel                 | Andrew Feustel                            |
| Engenheiro de voo 1 | Oleg Artemyev                  | Oleg Artemyev                             |
| Engenheiro de voo 2 | Richard Arnold                 | Richard Arnold                            |
| Engenheiro de voo 3 |                                | Sergey Prokopyev                          |
| Engenheiro de voo 4 |                                | Alexander Gerst                           |
| Engenheira de voo 5 |                                | Serena Auñón-Chancellor                   |

Nota: Originalmente, a astronauta Jeanette Epps foi anunciada como engenheira de voo para as Expedições 56 e 57, o que a tornaria a primeira afro-americana parte da tripulação da estação espacial numa missão de longa duração. Posteriormente, porém, a NASA, sem dar explicação pública para a razão da troca, anunciou que Epps seria substituída por sua reserva, Serena Auñón-Chancellor, enquanto ela seria designada para outras funções no Centro Espacial Johnson, disponível para uma futura missão. Alguns dias depois, o irmão da astronauta, Henry Epps, publicou no Twitter uma mensagem, depois deletada, afirmando: "Minha irmã, Dra. Jeanette Epps, tem lutado contra o racismo opressivo e contra a misoginia dentro da NASA e agora eles a estão retirando e colocando uma astronauta caucasiana em seu lugar!" A NASA e a astronauta não fizeram comentários sobre a postagem.

## Insígnia
A insígnia, desenhada pelo filho do astronauta Drew Feustel, o comandante da missão, traz em destaque uma pomba carregando no bico um ramo de oliveira. Do lado esquerdo, aparece um foguete Soyuz-FG, que transporta as naves Soyuz e os astronautas para a estação espacial, à direita. Os nomes dos tripulantes estão dispostos nas asas da pomba e na base do emblema sobre o globo terrestre. A cauda da pomba está firmemente plantada na Terra para representar a forte ligação entre o planeta-casa e os humanos que são enviados ao cosmos. Seis estrelas e objetos celestes reetratam os seis integrantes. A insígnia ilustra a esperança de paz e amor no mundo e o desejo humano inato de abrir nossas asas e explorar o futuro construindo sobre a sabedoria do passado, para o aperfeiçoamento da Humanidade.

## Missão
Durante a missão e entre outras dezenas de experiências científicas, a tripulação estudou o comportamento dos átomos em condições extremas, investigaram o crescimento microbiano a bordo da estação espacial, realizaram testes para expandir as capacidades de navegação e preparar-se para futuras expedições longe da Terra e realizaram experiências e estudos em outras ciências que foram da física à biologia. Duas caminhadas espaciais foram realizadas, uma em junho pelos americanos e outra em agosto pelos russos. Durante a primeira delas, que focou na instalações de novas câmeras de alta definição na parte traseira do módulo  Harmony, para proporcionar uma melhor visão da aproximação das futuras naves comerciais tripuladas Dragon V2 e CST-100 Starliner, o comandante Feustel tornou-se o terceiro astronauta na lista dos maiores caminhantes espaciais. Na segunda caminhada os cosmonautas russos lançaram em órbita quatro cubesats e instalaram o experimento Icarus. A atividade acabou atrasando-se quando o Icarus não pode ser encaixado, deixando a atividade atrasada na programação e acabaram por pedir uma extensão de uma hora. Os russos terminaram a atividade espacial ao remover os experimentos dos módulos de acoplagem Pirs e do Poisk. Em junho, julho e setembro a expedição recebeu a visita de três naves não-tripuladas, respectivamente  SpaceX Dragon CRS-15, Progress MS-09 e a japonesa  Kounotori 7, todas trazendo mantimentos, eletrônicos, hardware e equipamentos de logística para a estação.
Em 28 de agosto de 2018, um pequeno vazamento foi detectado, devido a queda da pressão do ar, pelos controladores de voo em terra. Depois de ficarem sabendo sobre o vazamento ao acordarem, os astronautas descobriram um buraco de 2 mm no módulo orbital da nave Soyuz MS-09, acoplada à estação. O furo foi inicialmente reparado com fita, seguido por um reparo permanente com gaze e epóxi. Como ele era no módulo a ser descartado na reentrada da atmosfera e não no módulo de comando onde os tripulantes viajam, não representava perigo para a tripulação. Uma inspeção externa da nave seria feita na expedição seguinte.

### Garatéa-ISS
Como parte do projeto Garatéa-ISS feito ao lado da Student Spaceflight Experiments Program, foi enviado um experimento de Cimento Espacial, uma mistura de cimento com plástico reciclável para torná-lo mais habilitado para aplicação espacial,  feito pelas escolas Dante Alighieri, EMEF Perimetral, Projeto Âncora, (São Paulo. Cotia). Foi a primeira vez que experimentos Brasileiros foram realizados na estação desde a Missão Centenário.

## Galeria

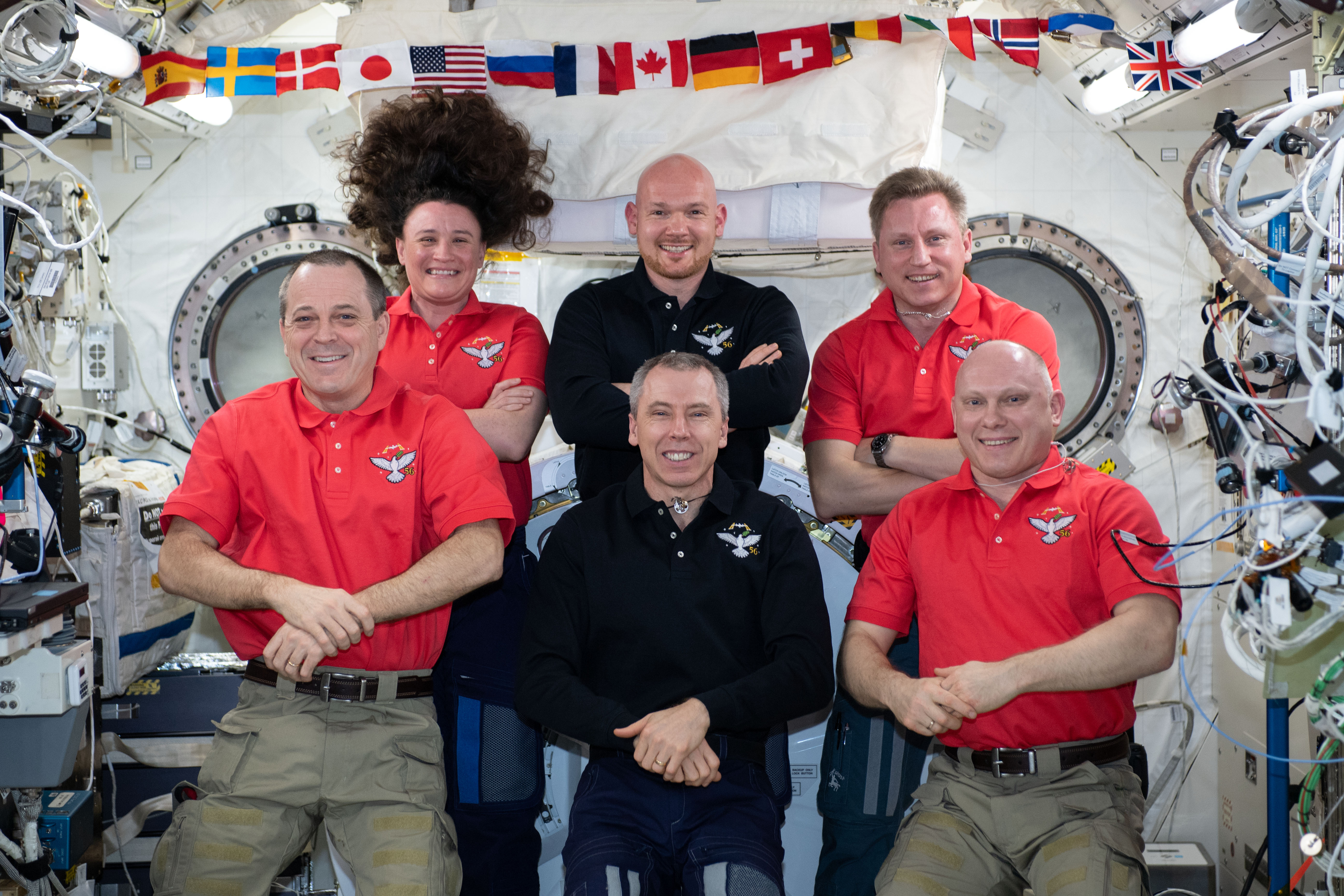
A tripulação faz um autoretrato dentro do módulo Kibo .
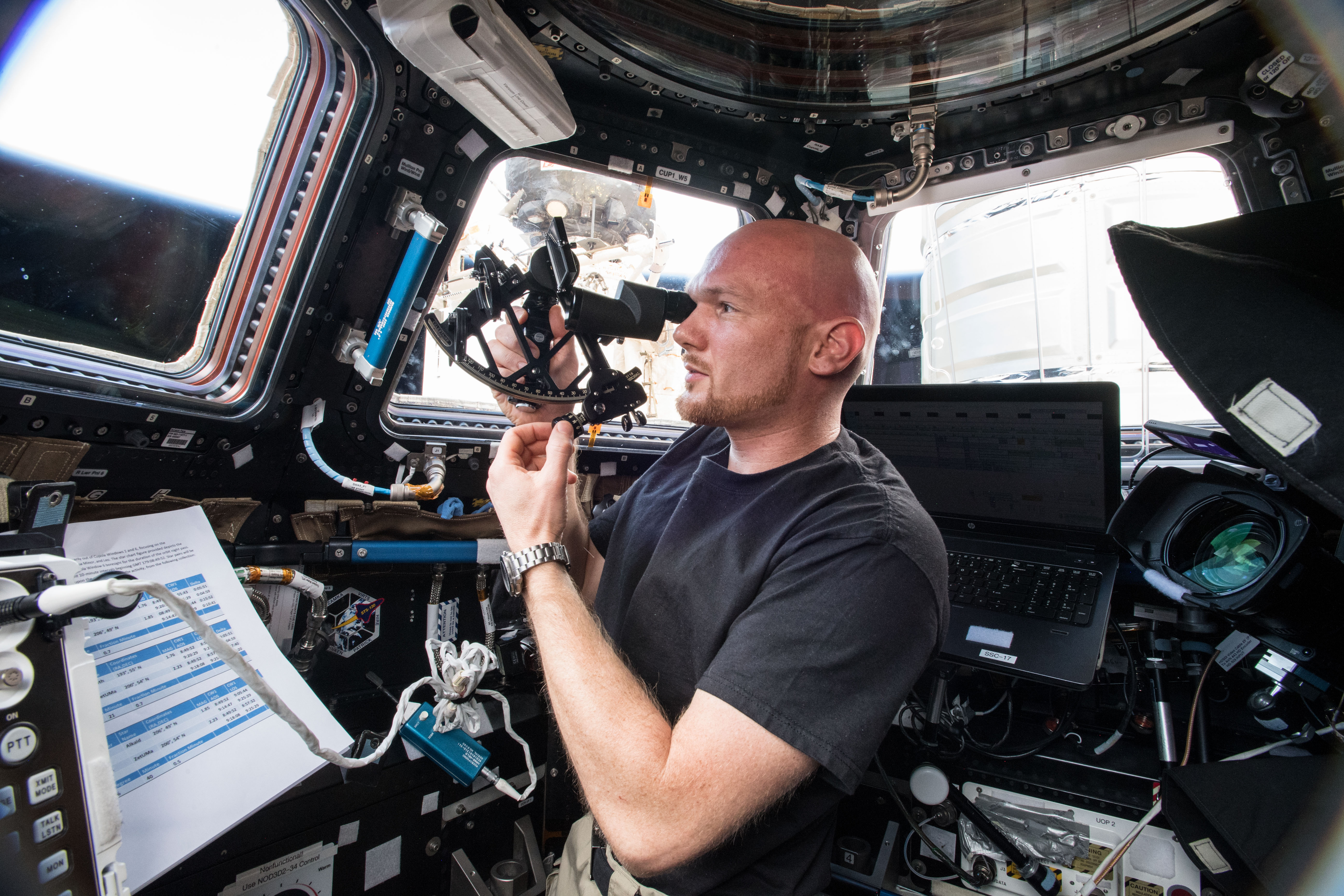
Tripulante usa um sextante na Cúpula da estação.
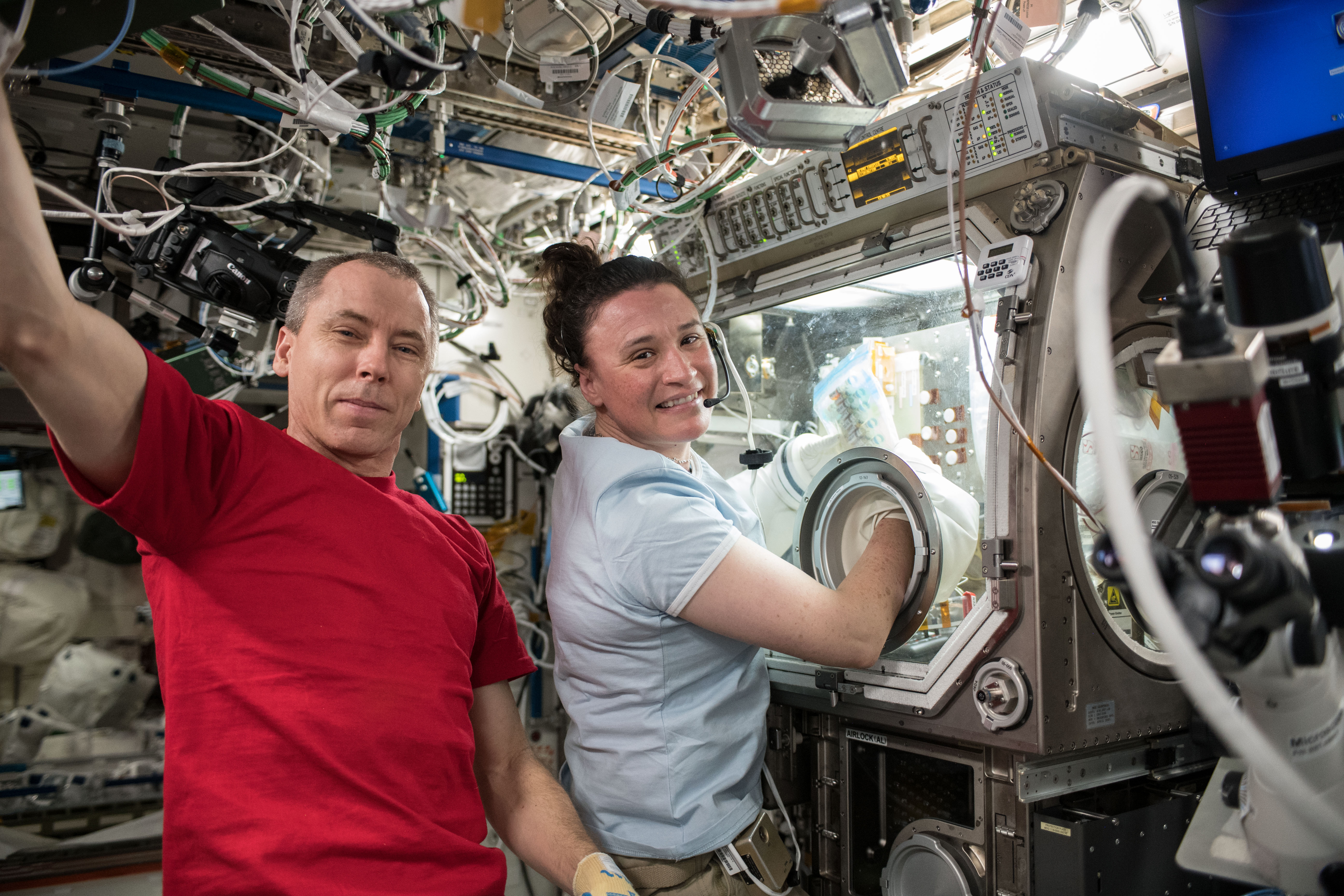
Tripulantes fazem experiências no módulo  Destiny.
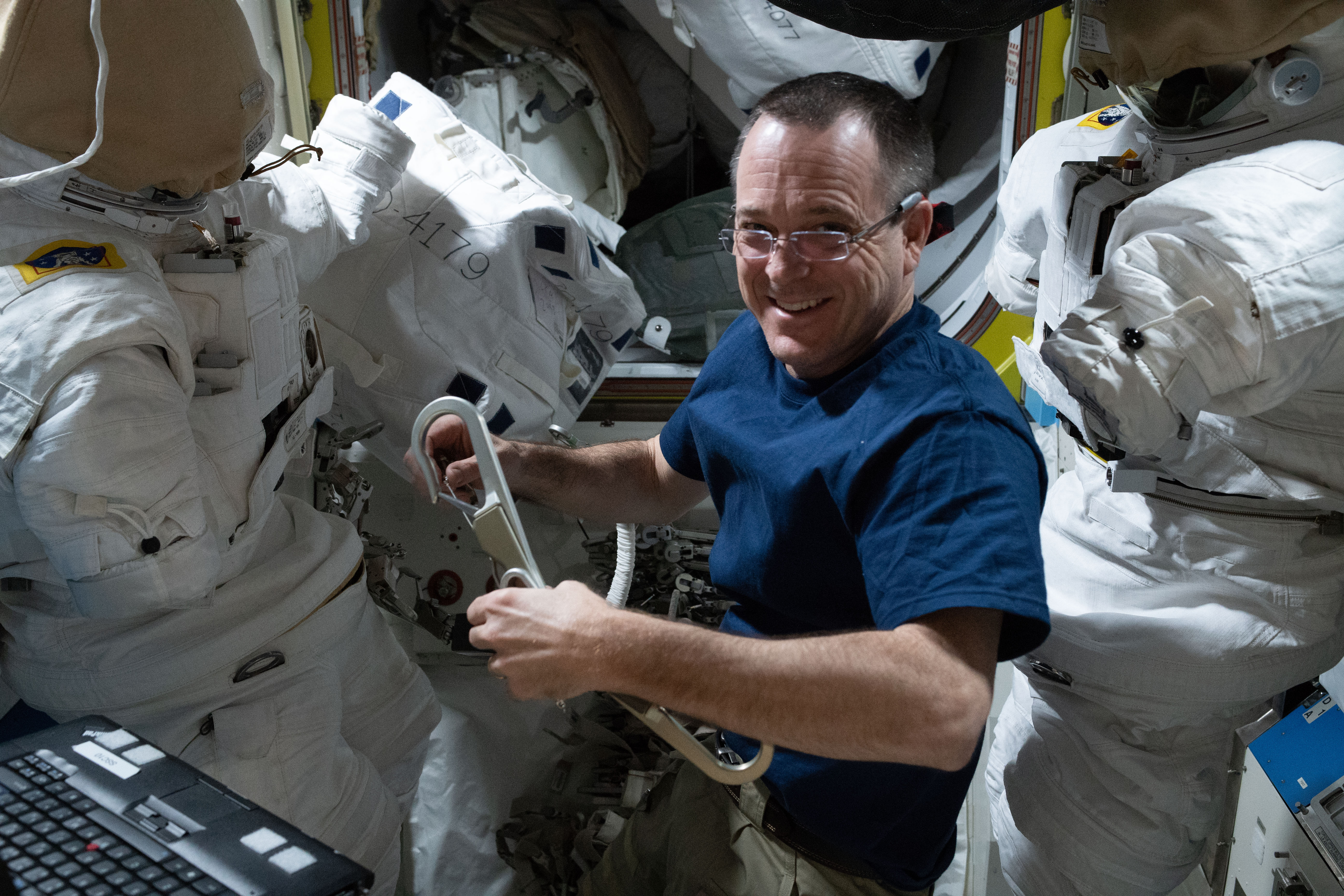
Inspeção dos trajes espaciais.
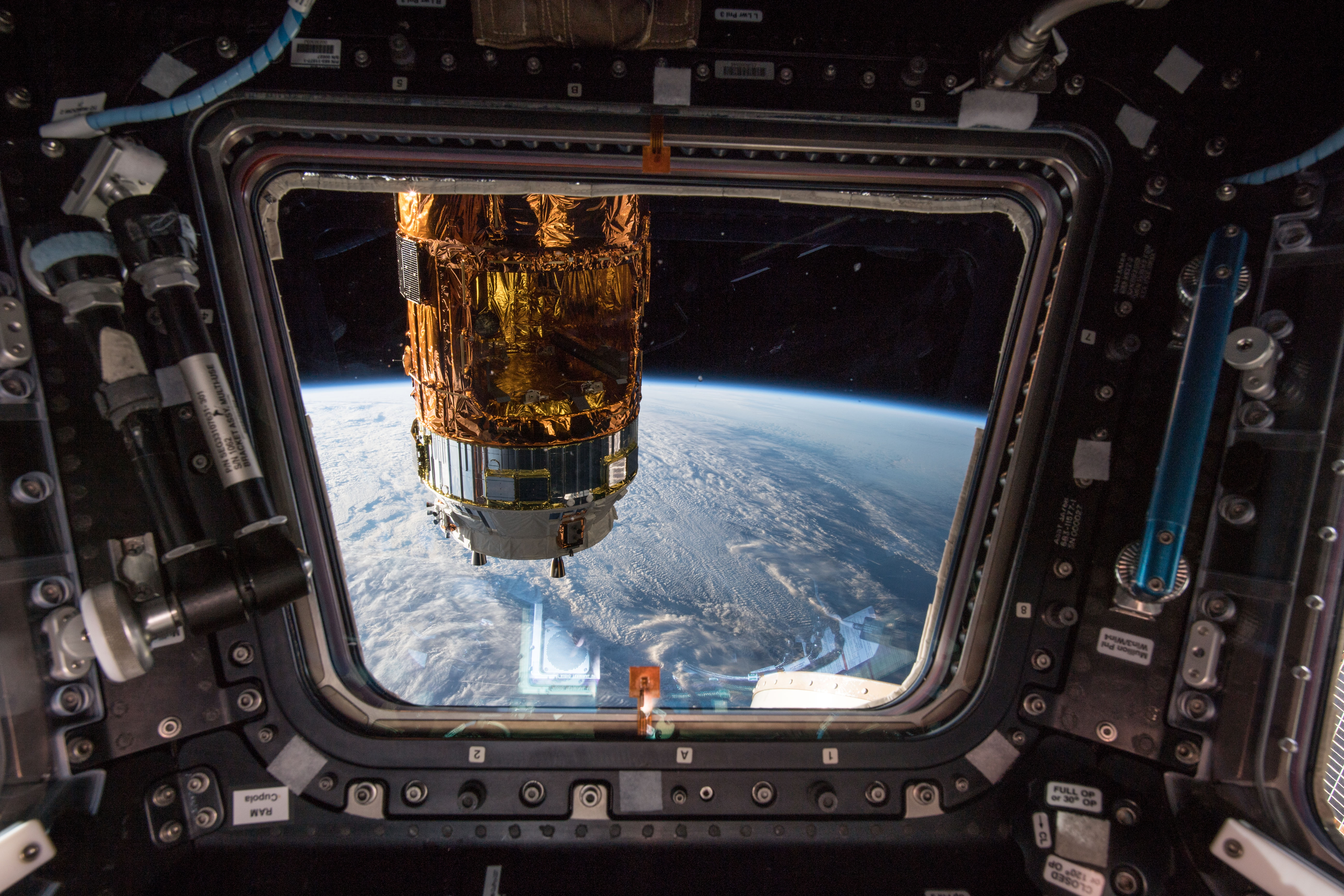
A nave não-tripulada  HTV-7 vista da Cúpula.
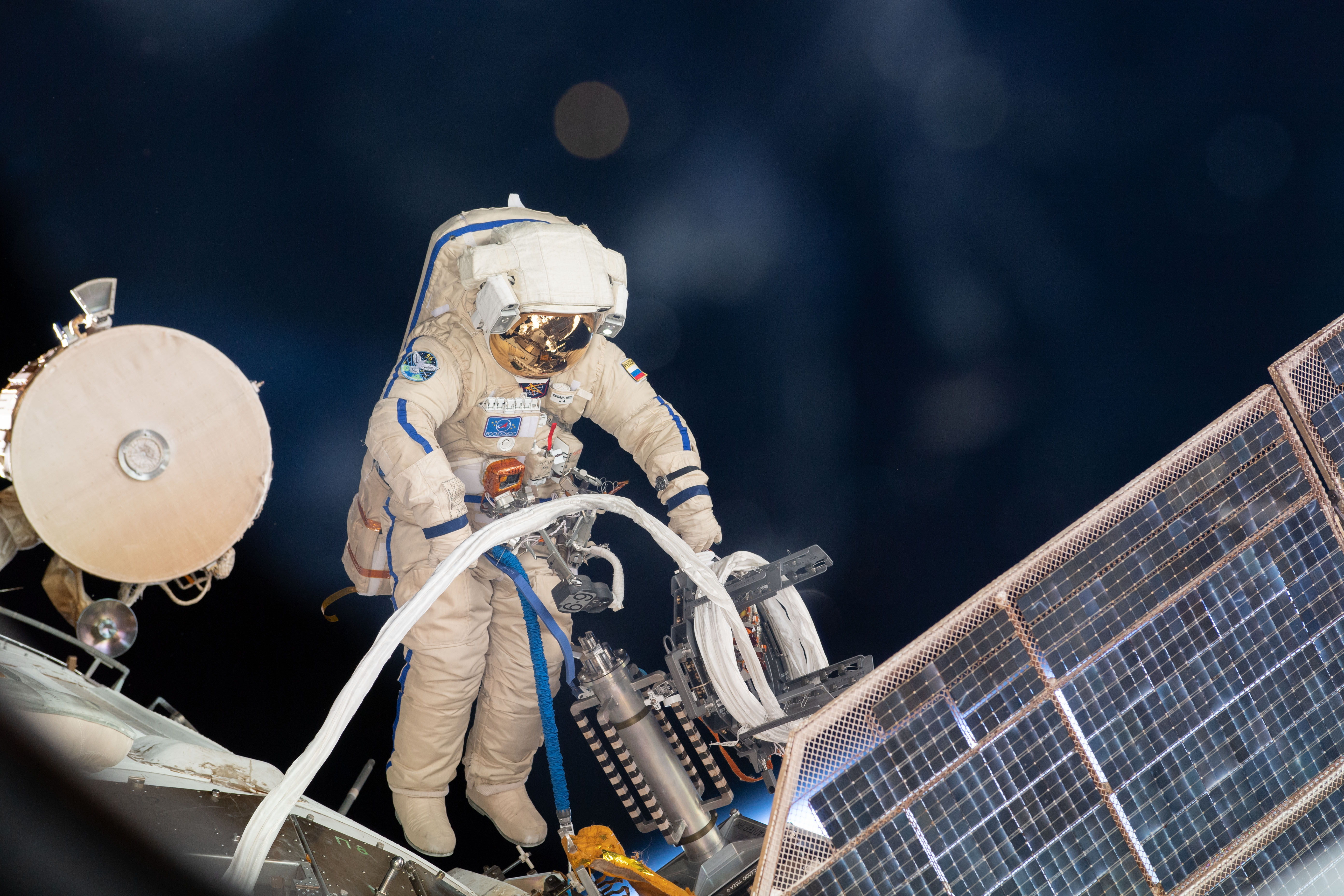
O cosmonauta Prokopyev trabalha no exterior do módulo Zvezda.